# Herodes Agripa I
Herodes Agripa I (c.10 a.C. – Cesareia, 44 d.C.) foi rei da Judeia de 41 até 44 d.C. Era neto de Herodes, o Grande, por seu filho Aristóbulo (não mencionado na Bíblia) e sua mãe se chamava Berenice. Ele nasceu Marco Júlio Agripa, assim chamado em homenagem ao estadista romano Marco Vipsânio Agripa. Ele foi chamado o rei Herodes nos Atos dos Apóstolos, na Bíblia, "Herodes (Agripa)" (Ἡρώδης Ἀγρίππας). Ele era, de acordo com Josefo, conhecido em seu tempo como "Agripa, o Grande".
Ele foi feito tetrarca das províncias que haviam sido governadas por Lisânias, e eventualmente terminou governando todos os domínios que haviam sido sujeitos ao seu avô Herodes, governando como rei. Ele condenou o apóstolo Tiago à morte, e colocou Pedro na prisão. Durante um festival em honra ao imperador Cláudio, ele apareceu vestido de forma magnífica, e foi louvado pela multidão como um deus. Herodes Agripa veio a morrer da mesma doença que havia afetado seu avô, Herodes. Ele reinou quatro anos como tetrarca, três anos como rei de toda a Judeia, e morreu aos cinquenta e quatro anos de idade. Após sua morte, a Judeia foi incorporada à prefeitura da Síria, fazendo parte do Império Romano.

## Genealogia
- Pais: Aristóbulo e Berenice.[4]
- Avós paternos: Herodes, o Grande e Mariane, neta de Hircano.[4]
- Avós maternos: Costóbaro e Salomé, irmã de Herodes.[4]
- Cônjuge: Cipros, filha de Fasael e Salimpsio.[4]
- Irmãos: Herodes de Cálcis, Aristóbulo,[4] e, provavelmente, Herodias.[Nota 1]
- Filhos: Berenice, Mariane, Drusila, Agripa II[4][5] e Druso, que morreu antes de chegar à puberdade.[4]